# Датук
Дату́к (малай. Datuk) — третій за значенням почесний титул федерального рівня в  Малайзії.
Надається кавалерам орденів Panglima Jasa Negara (PJN) і Panglima Setia Diraja (PSD). Одночасно може бути не більше 200 чоловік з орденом PJN і 70 осіб з орденом PSD. Дружина нагородженого отримує титул «Датіні» (малай. Datin) .
Титул «Датук» надається також главами штатів Малайзії, де главою штату є губернатор: Малакка, Пінанг, Сабах, Саравак. Дружина нагородженого, як і в випадку з титулом федерального рівня, отримує титул «Датіні». Нагородження зазвичай проходить в день народження Верховного правителя (федеральний рівень) або губернатора (рівень штату).
Серед нагороджених титулом - дизайнер Джиммі Чу і актриса Мішель Йео.